# Quốc Tử Giám (phường)
Quốc Tử Giám là một phường thuộc quận Đống Đa, thành phố Hà Nội, Việt Nam.
Phường Quốc Tử Giám có diện tích 0,19 km², dân số năm 2022 là 8.140 người, mật độ dân số đạt 42.842 người/km².

## Địa lý
Phường nằm ở phía Bắc quận Đống Đa, giáp danh 4 phường:
Phía Bắc giáp phường Cát Linh
Phía Đông giáp phường Văn Miếu
Phía Nam giáp phường Văn Chương
Phía Tây Nam giáp phường Hàng Bột
Phía Tây giáp phường Ô Cửa Dừa.

## Hành chính
Toàn phường có 10 khu dân cư trải dài trên các ngõ, phố lớn.